# Olodaterol
Olodaterol (łac. olodaterolum) – wielofunkcyjny organiczny związek chemiczny z grupy benzoksazyn mający w swojej strukturze pierścień benzenowy. Lek o działaniu sympatykomimetycznym, o długim czasie działania trwającym ponad 24 godziny, działający selektywnie na receptory adrenergiczne β2.

## Mechanizm działania
Olodaterol jest selektywnym β-mimetykiem działającym na receptory β2, którego działanie przy podaniu wziewnym narasta do maksymalnego w ciągu 30 minut po inhalacji i utrzymuje się ponad 24 godziny.

## Zastosowanie
- podtrzymujące leczenie rozszerzające oskrzela u pacjentów z przewlekłą obturacyjną chorobą płuc[6]

W 2015 roku olodaterol był dopuszczony do obrotu w Polsce jako preparat prosty w inhalatorze Respimat.

## Działania niepożądane
Olodaterol może powodować następujące działania niepożądane:
- zwiększona częstość infekcji górnych dróg oddechowych
- zwiększona częstość infekcji dróg moczowych
- kaszel
- zawroty głowy
- wysypka
- biegunka
- ból pleców
- artralgia